# Mahmoud Zoufonoun
Ostad ("Master") Mahmoud Zoufonoun (en persa: محمود ذوالفنون, a veces se pronuncia "Zolfonoon" o "Zolfonun" en persa, 1 de enero de 1920 - 19 de octubre de 2013) fue un músico consumado en el arte de la música tradicional persa.

## Biografía

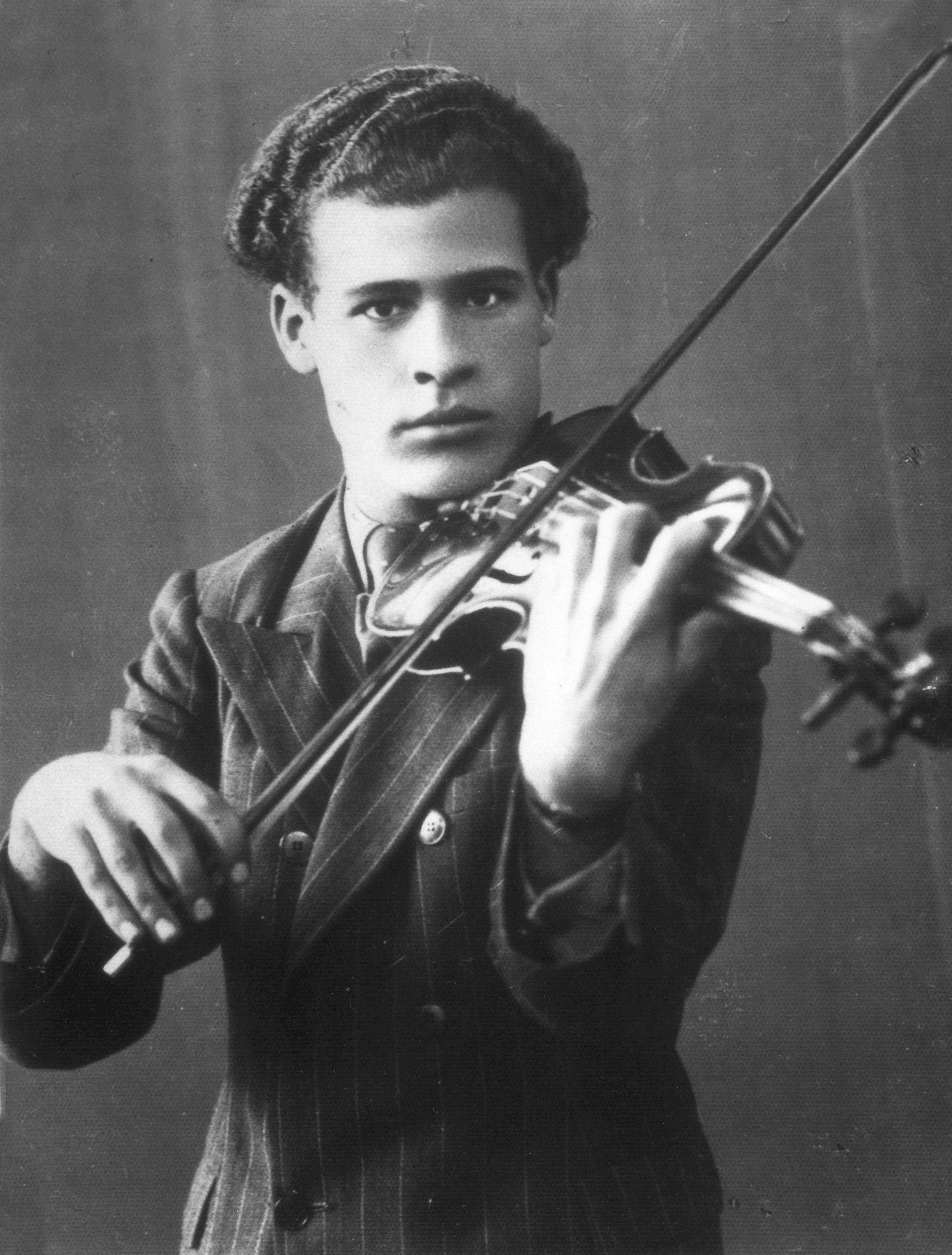
Mahmoud Zoufonoun en sus principios de los 20, alrededor de 1940.

El interés de Zoufonoun en la música comenzó después de que él escuchaba en secreto a su padre (Habib Zoufonoun) tocando y enseñando el tar. Habib comenzó a enseñar a su hijo el instrumento a los 8 años. Siendo mayor de doce años, se convirtió en un maestro local de alquitrán, Zoufonoun se interesó en el violín. Puesto que él no pudo obtener un instrumento propio diseñó e hizo su propio instrumento.
En 1930 Zoufonoun se trasladó a Shiraz, donde aprendió las notas musicales de un profesor de clarinete y tomó lecciones de violín. En 1936 (16 años), a instancias de su primer maestro de violín, el Sr. Vaziritabar, se trasladó a Teherán, donde tomó clases de Rouben gregoriano. En la década de principios de 1940, comenzó a tocar en solitario en la Radio Irán. En 1942 ayudó a formar Anjomane Mooseeghee Melli donde conoció a Rouhollah Khaleghi (quien dirigió la orquesta).

## Honores
El 20 de enero de 2007 Z Venue (una organización sin ánimo de lucro de artes en el Condado de Santa Clara) se presentó "Homenaje a Mahmoud Zoufonoun" en el Teatro Palacio de Bellas Artes, San Francisco.

## Composiciones notables
- Concerto Dashti for Symphony Orchestra
- Tareneh Bayateh Tork (Golha Orchestra; Banan singing)
- Taraneh Mahour: "Gol-o-Zaari" (letra Hafez)
- Naghd-e-Sufi: Suite in Rastpanjgah, including several original Taranehs ("Bovad-aya", "Naghd-e-Sufi", "Baba Taher")
- Faash-Mee-Gooyam: Suite in Chahargah, including original Taranehs ("Sheydaee", "Narm Narmak", "Faash-Mee-Gooyam")
- Heelat-Raha-Kon: Suite in Oshagh, including original Taraneh "Heelat-Raha-Kon"
- Anthem in Chahargah: "Vatan" (letra de Simin Behbahani)

## Muestras de audio
- Mahmoud Zoufonoun playing "Harbi" from his album, "Naghde Sufi"
- Mahmoud Zoufonoun solo intro; Zoufonoun ensemble playing "Boyad Aya" from "Naghde Sufi"
- Mahmoud Zoufonoun playing "Mavalian" from his album, "Naghde Sufi"

Todas las muestras de seguimiento de composiciones originales de Mahmoud Zoufonoun del álbum "Naghde Sufi"